# After (film, 2009)
Pour les articles homonymes, voir After.
Pour plus de détails, voir Fiche technique et Distribution.
After est un film espagnol réalisé par Alberto Rodríguez, sorti en 2009.

## Synopsis
Julio, Manuel et Ana, trois amis adultes qui ont le syndrome de Peter Pan ne sont pas satisfaits de leurs vies solitaires et s'embarque dans une soirée de débauche.

## Fiche technique
- Titre : After
- Réalisation : Alberto Rodríguez
- Scénario : Rafael Cobos et Alberto Rodríguez
- Musique : Julio de la Rosa
- Photographie : Alex Catalán
- Montage : José M. G. Moyano
- Production : José Antonio Félez
- Société de production : Canal Sur Televisión, Canal+ España, La Zanfoña Producciones et Tesela Producciones Cinematográficas
- Pays :  Espagne
- Genre : Aventure et drame
- Durée : 116 minutes
- Dates de sortie : 
  -  Espagne : 30 octobre 2009

## Distribution
- Guillermo Toledo : Julio
- Tristán Ulloa : Manuel
- Blanca Romero : Ana
- Jesús Carroza : Jesús
- Marta Solaz : Irene
- Ricardo de Barreiro : Ramón
- Maxi Iglesias : García
- Álvaro Monje : Andy
- Fernando Soto : le vétérinaire

## Distinctions
Le film a été nommé pour trois prix Goya.